# 高木俊幸
高木 俊幸（たかぎ としゆき、1991年5月25日 - ）は、神奈川県横浜市青葉区出身のプロサッカー選手。ポジションはフォワード、ミッドフィールダー。

## 来歴

### プロ入り前
神奈川県横浜市出身。幼稚園年長で地元、あざみ野FCに入団。小学校入学時に野球転向のため一時あざみ野FCを退団。その後東京ヴェルディ1969JYに加入し、順調に同チームのユースへ昇格。2009年には2種登録選手としてJ2デビューも果たした。

### 東京ヴェルディ
2010年から、プロ契約を果たして正式に東京Vトップチームへ昇格。1年目からレギュラーに定着し、2種登録された弟の善朗とともに東京Vの攻撃の要として活躍、6得点を挙げた。9月12日の第25節横浜FC戦では弟の善朗と初の兄弟アベックゴールを達成した。その後も、27節徳島戦、28節の北九州戦でもアベックゴールを達成し、このシーズンだけで3度アベックゴールを決めた。

### 清水エスパルス
シーズン終了後にJ1の清水エスパルスに完全移籍した。2011年シーズンは3トップの左ウィングとしてコンスタントに起用されている。7月27日にホームで行われたナビスコカップの1回戦甲府戦のセカンドレグで移籍後の公式戦初得点を挙げた。

### 浦和レッドダイヤモンズ
2014年12月13日、浦和レッドダイヤモンズへ完全移籍することが発表された。2016年10月15日、G大阪とのルヴァンカップ決勝戦では2シャドーの一角で先発し、優勝に貢献して自身初のカップ戦得点王に輝いた。2017年9月13日、AFCチャンピオンズリーグの準々決勝2ndレグ・川崎戦では2戦合計4-4から決勝点を決めて勝利に貢献した。

### セレッソ大阪
2018年1月5日、セレッソ大阪に完全移籍で加入。2月10日、FUJI XEROX SUPER CUPの川崎戦で途中出場から移籍後初得点を決めて優勝に貢献した。5月20日、第15節の広島戦では2得点を決めて首位撃破に貢献した。続く天皇杯2回戦でも、柿谷曜一朗の鮮やかなアシストから決勝点を記録。絶好調だったが、ワールドカップでJリーグは中断、「僕としては中断してほしくない」と話した。この時期を高木はセレッソで最も活躍をみせた時期として振り返っている。
2019年以降は負傷に悩まされた事もあり、初年度のような大きな活躍をみせることはなくなった。
2021年12月13日、契約満了による退団が発表された。「4年という大きなチャンスを頂き感謝しています。移籍初年度は自分らしくプレーができたシーズンでしたが残りの期間は怪我が増えチームに迷惑をかけてしまいました。それでも何度も怪我を治しグラウンドに戻し続けてくれたメディカルスタッフ、チームドクターや自分の事を信頼し続けてくれた監督、コーチ、チームメイト、そして応援し続けてくれたサポーターの皆さんには感謝の気持ちでいっぱいです。ゼロックススーパーカップ、2018年のアウェイの広島戦など皆さんと分かち合った勝利の一つ一つが最高の思い出です。本当にありがとうございました」などとコメントした。

### ジェフユナイテッド千葉
2021年12月29日、ジェフユナイテッド市原・千葉に完全移籍することが発表された。
2024年11月3日、2024年シーズンをもって契約満了で退団すると発表された。

### 東京ユナイテッドFC
2025年1月24日、関東サッカーリーグ1部の東京ユナイテッドFCに加入。

## 人物
- 父は横浜、日本ハムで活躍した元プロ野球選手の高木豊[13]。高木三兄弟の長男である。次男はアルビレックス新潟所属の高木善朗。三男はFC琉球OKINAWA所属の高木大輔。
- 2023年7月20日に結婚[14]。

## 所属クラブ
- あざみ野FC
- 2004年 - 2006年  東京ヴェルディ1969ジュニアユース (すすき野中学校)
- 2007年 - 2009年  東京ヴェルディユース (日出高等学校)
  - 2009年  東京ヴェルディ (2種登録選手)
- 2010年  東京ヴェルディ
- 2011年 - 2014年  清水エスパルス
- 2015年 - 2017年  浦和レッドダイヤモンズ
- 2018年 - 2021年  セレッソ大阪
- 2022年 - 2024年  ジェフユナイテッド市原・千葉
- 2025年 -  東京ユナイテッドFC

## 個人成績
| 国内大会個人成績 | 国内大会個人成績 | 国内大会個人成績 | 国内大会個人成績 | 国内大会個人成績 | 国内大会個人成績 | 国内大会個人成績 | 国内大会個人成績 | 国内大会個人成績 | 国内大会個人成績 | 国内大会個人成績 | 国内大会個人成績 |
| 年度             | クラブ           | 背番号           | リーグ           | リーグ戦         | リーグ戦         | リーグ杯         | リーグ杯         | オープン杯       | オープン杯       | 期間通算         | 期間通算         |
| 年度             | クラブ           | 背番号           | リーグ           | 出場             | 得点             | 出場             | 得点             | 出場             | 得点             | 出場             | 得点             |
| 日本             | 日本             | 日本             | 日本             | リーグ戦         | リーグ戦         | リーグ杯         | リーグ杯         | 天皇杯           | 天皇杯           | 期間通算         | 期間通算         |
| ---------------- | ---------------- | ---------------- | ---------------- | ---------------- | ---------------- | ---------------- | ---------------- | ---------------- | ---------------- | ---------------- | ---------------- |
| 2009             | 東京V            | 33               | J2               | 5                | 0                | -                | -                | 0                | 0                | 5                | 0                |
| 2010             | 東京V            | 24               | J2               | 25               | 6                | -                | -                | 1                | 0                | 26               | 6                |
| 2011             | 清水             | 13               | J1               | 29               | 2                | 4                | 1                | 4                | 1                | 37               | 4                |
| 2012             | 清水             | 13               | J1               | 30               | 9                | 7                | 2                | 2                | 0                | 39               | 11               |
| 2013             | 清水             | 13               | J1               | 30               | 6                | 4                | 0                | 3                | 2                | 37               | 8                |
| 2014             | 清水             | 11               | J1               | 31               | 3                | 4                | 1                | 4                | 2                | 39               | 6                |
| 2015             | 浦和             | 31               | J1               | 21               | 2                | 2                | 0                | 2                | 1                | 25               | 3                |
| 2016             | 浦和             | 13               | J1               | 14               | 2                | 5                | 4                | 1                | 0                | 20               | 6                |
| 2017             | 浦和             | 13               | J1               | 12               | 0                | 2                | 0                | 3                | 1                | 17               | 1                |
| 2018             | C大阪            | 13               | J1               | 30               | 6                | 2                | 1                | 2                | 1                | 34               | 8                |
| 2019             | C大阪            | 13               | J1               | 19               | 2                | 7                | 0                | 2                | 1                | 28               | 3                |
| 2020             | C大阪            | 13               | J1               | 16               | 1                | 1                | 1                | -                | -                | 17               | 2                |
| 2021             | C大阪            | 13               | J1               | 19               | 1                | 1                | 0                | 3                | 0                | 23               | 1                |
| 2022             | 千葉             | 20               | J2               | 29               | 3                | -                | -                | 0                | 0                | 29               | 3                |
| 2023             | 千葉             | 20               | J2               | 20               | 0                | -                | -                | 1                | 0                | 21               | 0                |
| 2024             | 千葉             | 20               | J2               | 11               | 0                | 1                | 0                | 4                | 1                | 16               | 1                |
| 通算             | 日本             | 日本             | J1               | 251              | 34               | 39               | 10               | 26               | 9                | 316              | 53               |
| 通算             | 日本             | 日本             | J2               | 90               | 9                | 1                | 0                | 6                | 1                | 97               | 10               |
| 総通算           | 総通算           | 総通算           | 総通算           | 341              | 43               | 40               | 10               | 32               | 10               | 413              | 63               |

- 2009年はユース所属

その他の公式戦
- 2015年
  - FUJI XEROX SUPER CUP 1試合0得点
- 2016年
  - Jリーグチャンピオンシップ 1試合0得点
- 2018年
  - FUJI XEROX SUPER CUP 1試合1得点

| 国際大会個人成績 | 国際大会個人成績 | 国際大会個人成績 | 国際大会個人成績 | 国際大会個人成績 |
| 年度             | クラブ           | 背番号           | 出場             | 得点             |
| AFC              | AFC              | AFC              | ACL              | ACL              |
| ---------------- | ---------------- | ---------------- | ---------------- | ---------------- |
| 2015             | 浦和             | 31               | 4                | 0                |
| 2016             | 浦和             | 13               | 2                | 0                |
| 2017             | 浦和             | 13               | 6                | 1                |
| 2018             | C大阪            | 13               | 4                | 0                |
| 2021             | C大阪            | 13               | 4                | 0                |
| 通算             | AFC              | AFC              | 20               | 1                |

- Jリーグ初出場 - 2009年10月8日 J2 第45節 対水戸ホーリーホック戦 (味の素スタジアム)
- Jリーグ初得点 - 2010年4月25日 J2 第8節 対ヴァンフォーレ甲府戦 (味の素スタジアム)

## タイトル

### チーム
浦和レッドダイヤモンズ
- J1リーグ 1stステージ：1回（2015年）
- J1リーグ 2ndステージ：1回（2016年）
- Jリーグカップ：1回（2016年）
- AFCチャンピオンズリーグ：1回（2017年）
- スルガ銀行チャンピオンシップ：1回（2017年）

セレッソ大阪
- FUJI XEROX SUPER CUP：1回（2018年）

### 個人
- Jリーグカップ 得点王：1回（2016年）
- AFCチャンピオンズリーグ 最優秀ゴール賞：1回（2017年）

## 代表歴
- U-18日本代表
  - AFC U-19選手権2010 (予選)（2009年）